# Kudrnatý retrívr
Kudrnatý retrívr (název plemena dle ČMKU: Curly coated retrívr, anglicky Curly-Coated Retriever) je anglické psí plemeno, které se od ostatních retrívrů liší kudrnatou srstí.

## Historie

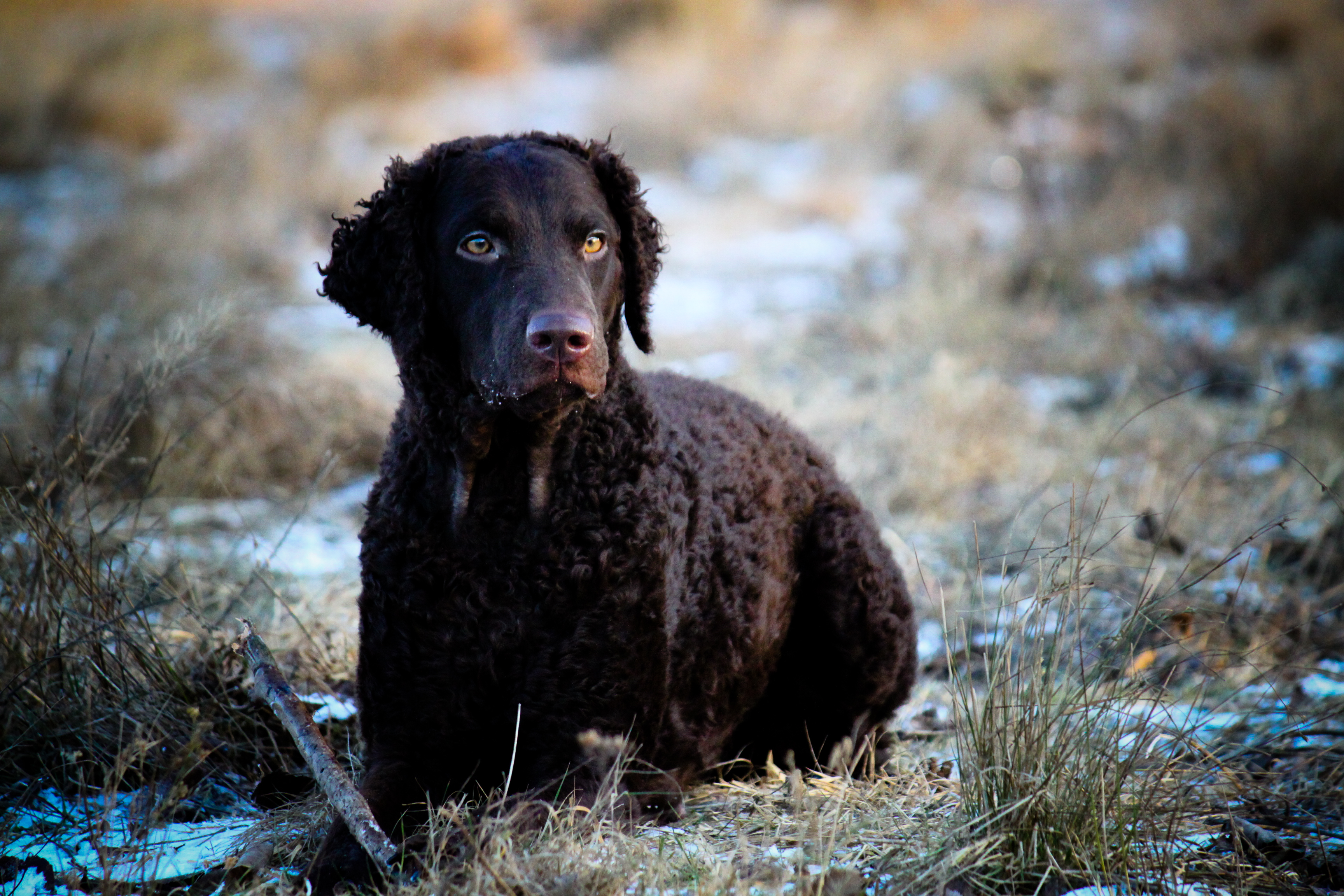
Ležící curly coated retrívr

Curly coated retrívr je – oproti ostatní retrívrům – původem anglické plemeno. Je staré asi 300 let: psi podobní těmto žili v Anglii již v 16. století . Jeho původ dodnes není přesně znám, nicméně sloužil k lovu a přinášení vodního ptactva. Dnes je převážně rodinným společníkem. Mezi jeho předky nejspíše patří irský vodní španěl, portugalský vodní pes a velký pudl, tedy plemena určená k práci ve vodě.
V roce 1860 byl společně s flat coated retrívrem uznán FCI a byl sepsán první standard. Tehdy se jednalo o první uznané plemeno retrívra. V druhé polovině 19. století byl velice populární právě ve Velké Británii, ale s příchodem labradorských retrívrů zájem o něj pominul . Curly coated retrívr je ze všech retrívrů nejméně známý a nejméně početný .

## Povaha
Toto plemeno je inteligentní, bystré, učenlivé a velmi přemýšlivé.  Na svém majiteli je poměrně závislé. Tato vlastnost mu však nebrání samostatně a sebevědomě pracovat. Pokud nemá dostatečně dominantního majitele, může se stát i tvrdohlavým. Při jednotvárné a monotónní činnosti se může začít snadno nudit. Je temperamentní a v přítomnosti majitele je přátelský i k cizím lidem. Někdy jeho pohyb při jeho hravé a rozverné náladě připomíná slona v porcelánu. V klusu i cvalu vypadá velmi elegantně.
Má silné lovecké pudy. Vyžaduje pevné vedení a klidného a trpělivého majitele.
Bývá ideálním psem pro aktivní lidi jakéhokoliv věku i pro rodiny s dětmi - pozor na jeho hravou povahu, může nechtěně někoho povalit. 
Má sklony pronásledovat rychle se pohybující předměty, nevyjímaje domácí zvířata, proto je nutné si při seznamování s nimi dávat pozor. Se psy i fenami si rozumí dobře.
K cizím je zpočátku nedůvěřivý, ale ne bojácný či agresivní. Velmi důležitá je socializace mladého zvířete.

## Péče

### Péče o srst
Srst curly coated retrívra tvoří množství malých kudrlinek. Přesto je téměř bezúdržbová. Dobře kryje hlavně proti vodě, ale i proti zimě. Po koupání sama rychle schne a samotné koupání jí nijak nevadí ani nepoškozuje. U výstavních jedinců je dobré srst občas promnout v prstech kudrlinu pro kudrlině . Psi línají a nepotřebují ani kartáč či hřeben. Trimování je potřeba provést pouze za ušima a na nohou.

### Výcvik a výchova
Výcvik i výchova jsou důležité, bez nich by se mohl pes stát neovladatelný, znuděný a nešťastný. Vyžaduje pevné vedení, ale i majitele, který bude klidný a trpělivý. Tvrdší zacházení nebývá obvykle potřeba a nedoporučuje se.

### Pohyb
Vyžaduje hodně pohybu, jakéhokoliv typu. Nejpřirozenější je pro něj lov nebo aportování. Pokud nemá dostatek pohybu, v první řadě začne být nevrlý a bude si svoji energii vybíjet na vašem domu. V rozvinutější fázi bude otrávený, stereotypní a hyperaktivní.

## Zajímavost
Curly, jak se mu zkráceně říká, patří k nejstarším plemenům retrívrů.